# Републикански път III-6232
Републикански път IIІ-6232 е третокласен път, част от Републиканската пътна мрежа на България, преминаващ изцяло по територията на Кюстендилска област. Дължината му е 7,8 km.
Пътят се отклонява надясно при 10,2 km на Републикански път III-623 в южната част на село Мламолово, насочва се на изток, преодолява Гологлавски рид ва Конявска планина през седловина висока 734 м, минава през село Дяково, слиза в северозападната част на Северната Дупнишка котловина и южно от гара Дяково се свързва с Републикански път I-1 при неговия 325,6 km.
| Пътища, отклоняващи се надясно (населено място, № на пътя, посока на пътя) | km  | Пътища, отклоняващи се наляво (посока на пътя, № на пътя, населено място) |
| -------------------------------------------------------------------------- | --- | ------------------------------------------------------------------------- |
| Община Бобов дол III-623, 10,2 km, с. Мламолово →                          | 0,0 | → с. Мламолово, 10,2 km, III-623, Община Бобов дол                        |
| Община Дупница                                                             | 2,2 | Община Дупница                                                            |
| с. Дяково                                                                  | 3,3 | с. Дяково                                                                 |
| с. Дяково                                                                  | 5,3 | → с. Дяково, общински път (за с. Кременик)                                |
| (до ГКПП Кулата - Промахон) I-1, 325,6 km ←                                | 7,8 | ← 325,6 km, I-1 (от ГКПП Видин - Калафат)                                 |